# 赫曼-柏恩哈特·雷姆克
赫曼-柏恩哈特·「格哈特」·雷姆克（德語：Hermann-Bernhard "Gerhard" Ramcke，1889年1月24日—1968年7月4日），為德國將領，曾獲得鑽石橡葉帶劍騎士鐵十字勳章。他是德意志國防軍中，少數同時擁有陸海空三軍資歷的將領。

## 生平

### 早年及一战经历
是普魯士石勒蘇益格-荷爾斯泰因省石勒苏益格當地農家之子，於1905年從軍，加入德意志帝國海軍，那一年他才16歲。第一次大戰爆發時，雷姆克隨同德國海軍步兵在法蘭德斯地區作戰。他於1914年25歲時獲頒鐵十字二級勳章並於稍後獲頒鐵十字一級勳章，之後又因為抵擋英軍三次的進攻而獲頒普魯士黃金功勋勳章，而這面勳章是德皇部隊士官級別最高榮譽的獎章。雷姆克並於獲頒獎章後被委認為代理軍官。
雷姆克在1918年時已經被任命為海軍步兵少尉，而代表第一次世界大戰的康邊停戰協定簽定時，他已經升任到中尉了。1919年，雷姆克又加入由一次大戰退伍老兵組成的「西境俄軍」（Russian Army of the West）在波羅的海地區對布爾什維克份子作戰。之後他又重新加入受威瑪共和國指揮的國家陸軍，並且經歷改制的德國國防軍時期（1935年）。1937年，他已經官拜中校。 

### 二戰時期

#### 克里特島
1940年，雷姆克轉調到第7滑翔師，升任上校，受克特·司徒登將軍指揮，同時也在當年51歲時成功獲得傘兵資格。1941年，雷姆克協助策劃，並依照計畫空降攻佔克里特島的「水星作戰」，領導空降獵兵第1突擊旅以及西方戰鬥群。
在克里特島的慘勝後（克里特島的德軍傷亡尚高過大英國協聯合部隊傷亡），該戰役的老兵被組建為特別旅，並將部隊指揮權移交給雷姆克, 同時在戰役結束近兩個月後的7月22日升為少將。1942年第1空降獵兵旅被送到北非加入隆美爾的德意志非洲軍，並同時更名為雷姆克空降獵兵旅，前往支援對蘇彝士運河的攻勢，但是部隊卻被受困於阿拉曼戰役中。

#### 馳援北非
儘管英軍在第二次阿拉曼戰役中並未對該旅發動正面攻勢，不過在英德雙方犬牙交錯的陣勢與地形中，雷姆克旅不旋踵地就捲入漫天戰火中。在非洲軍兵敗如山倒的撤退中，該旅由於遭到圍困且失去有組織的運輸撤退，從通訊中斷之後因此被非洲軍高層判定為戰損之一。  
雷姆克決定帶著子弟兵向西衝出英軍的包圍陷阱；儘管一路上損失了450人，却無意間遇上了一支在野外過夜的英軍運補車隊。在一陣摸黑衝鋒之後，除了獲得運輸車輛，還獲得食物、飲水、甚至菸草以及其他如酒之類的奢侈品。到了11月底，剩餘的600多人又重新歸建德國非洲軍，而雷姆克則因此回國述職報到，並因此拒降突圍的節操與表現獲頒十字騎士橡葉勳章。

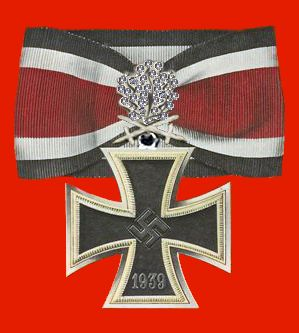
十字騎士鑲鑽佩劍橡葉勳章

#### 傷病交加
1943年，雷姆克官拜中將并負責指揮第2空降獵兵師，駐地為義大利，主要任務為支援當地綏靖以免義大利倒向同盟國。1943年9月8日，當義大利與同盟國簽署停戰協定後，該師聯同其他德軍部隊發起“軸心行動”，以奪回對義大利領土的控制。雷姆克率兵突襲羅馬，並於兩天後將羅馬局勢穩定下來，接著還駐紮了一陣子。在這段期間，雷姆克曾因座車在公路上遭到盟軍戰鬥轟炸機的攻擊而受傷。
1944年初，雷姆克傷癒後歸建第2空降獵兵師，不過在此時該部隊正在素有”巫婆的大熬鍋”之稱的東部戰場進行救火隊般的作戰任務；而從烏克蘭南布格河撤退回來這一期間，雷姆克又因病倒而回國修養。同年5月，他再次回到職務上，重整已被打垮、駐在科隆的第2師。 

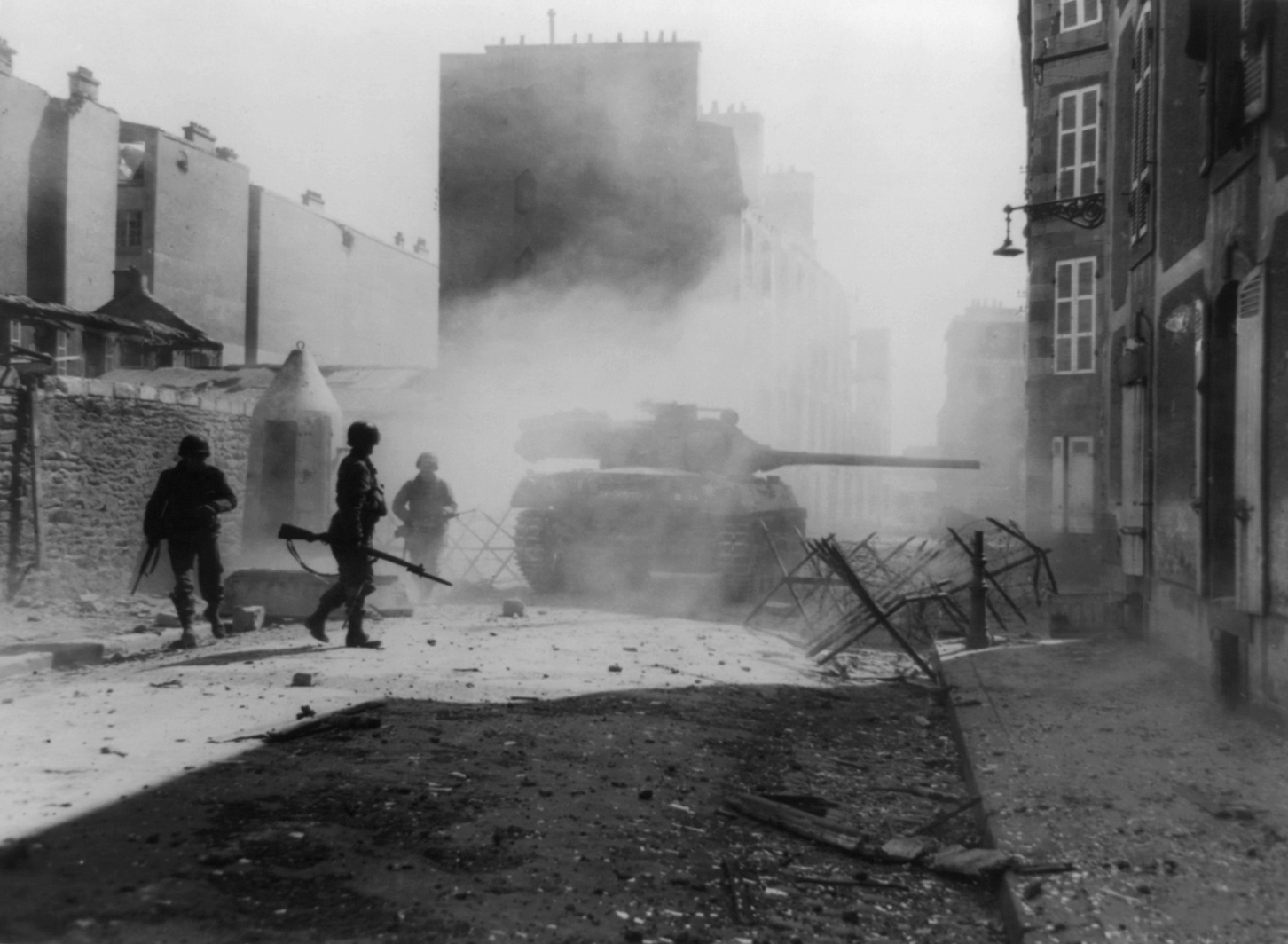
M18地獄貓驅逐戰車正在布勒斯特街頭與德軍鏖戰

#### 投降盟軍
6月6日諾曼第登陸之後，第2空降獵兵師移防到法國布列塔尼地區，並負起防守布勒斯特的任務。隨著7月25日展開的「眼鏡蛇作戰」，盟軍勢如破竹地打破德軍在諾曼地的防衛圈，美軍托依·米德頓將軍率領第8軍左迂迴進攻布列塔尼。德軍在盟軍猛攻下回防布勒斯特, 而在群龍無首之下的紊亂情況下，雷姆克自行擔負起布勒斯特的防衛指揮官，率領3萬5000名德軍官兵與盟軍進行了布雷斯特戰役。 該戰役自1944年8月7日開始，一直持續到9月19日雷姆克將軍投降為止，期間德軍對布雷斯特人民的殺害與破壞房屋財產等罪行後來成為雷姆克被定罪的依據。
就在投降的那一天，雷姆克升任傘兵上將，且獲頒鑽石橡葉帶劍騎士鐵十字勳章；他是第99位帶劍騎士鐵十字與第20位鑲鑽的受獎人。這個勳章並不是因為他投降而頒發的，早在這之前就決定要獎勵他死守布勒斯特的精神以及暗示其不許投降才頒發。第6軍團的弗里德里希·保盧斯將軍在投降前也曾被晉升與頒勳章，希特勒的本意就是要阻止保盧斯投降。因為就軍人的榮譽而言，授勳與晉升為元帥的保卢斯只有自殺一途。然而因為巧合，或許說幸運的是，雷姆克將軍在投降的那一天才收到這個遲來的鼓勵與暗示。

#### 俘虜期間
雷姆克投降後被一名美國軍官審問。在這次審問中，他表達了對納粹黨的強烈支持，聲稱德國是一個「無辜的國家，受到其他國家的極大冤枉」，戰後他會讓他的兒子們幫助德國重新崛起。美國軍官認為雷姆克是「自負的納粹分子」、「堅定的信奉希特勒並且非常傾向於納粹黨」。後來他被轉移至英國集中監管時，管理這個設施的英國軍官也認為雷姆克是他們遇到最支持納粹黨的人物之一。
在美國柯林頓戰俘營關押期間兩次逃脫並致信美國參議院表達對當局宣傳及撤走戰俘菸草和奢侈品的不滿，後來自行返回。

### 戰後
從1946年起，雷姆克因為他在布雷斯特戰役犯下的戰爭罪行而被法國關押等待審判。其罪行包括處決法國平民、搶劫平民財產和蓄意破壞平民房屋。 被關押了57個月後，他逃到德國去看望他的家人，但之後不久就自首投案了。 1951年3月21日雷姆克被判有罪，處以5年6個月徒刑。 然而考量到其年紀或先前已被法國人囚禁五年，所以改判監禁三個月。出獄後雷姆克公開宣揚自己的民族主義觀點，批評西方盟國。1952年11月，雷姆克告訴一群參加HIAG會議的前黨衛軍成員，他們應該為被列入黑名單而感到自豪，同時表示將來他們的黑名單將被視為“榮譽名單”，引發輿論軒然大波和西德總理阿登納的抨擊。
1968年7月4日在故鄉什勒斯維希的卡珀尔恩市過世，享年79歲。